# Максимов, Михаил Иванович
Михаил Иванович Максимов (1902—1987) — специалист в области нефтепромысловой геологии. Проработал в нефтяной промышленности 67 лет, пройдя путь от учётчика по сбору нефти до начальника отдела разработки нефтяных и газовых месторождений ВНИИнефть. Лауреат Ленинской премии.

## Научно-производственные и общественные достижения
М. И. Максимов — автор более 50 научных статей и трёх монографий.
Список публикаций:
- Максимов МИ. Обработка скважин соляной кислотой. — М. -Л.: Гостоптехиздат, 1945. — 162 с.
- Агаджанов АМ, Максамов ММ Нефтепромысловая геология. — М.: Гостопиздат, 1958. − 414 с.
- Максимов МИ. Геологические основы разработки нефтяных месторождений. — М.: Недра, 1965. − 488 с.
- Максимов МИ. Геологические основы разработки нефтяных месторождений. — М.: Недра, 1975. − 534 с.

## Учёные степени и звания
- кандидат геолого-минералогических наук (1959),
- доктор геолого-минералогических наук (1967),
- профессор (1973).

## Награды и премии
- Сталинская премия третьей степени (1946) — за разработку и внедрение в производство комплексного метода обработки нефтяных скважин, обеспечивающего значительное увеличение добычи нефти
- Сталинская премия первой степени (1950) — за разработку и освоение законтурного заводнения Туймазинского нефтяного месторождения, значительно повысившего его нефтеотдачу
- Ленинская премия (1962) — за новую систему разработки нефтяных месторождений с применением внутриконтурного заводнения и её осуществление на крупнейшем в СССР Ромашкинском нефтяном месторождении
- орден Ленина (1951)
- орден «Знак Почёта» (1948)
- орден Трудового Красного Знамени (1966)
- медаль «За доблестный труд в Великой Отечественной войне 1941-1945 гг.» (1945).
- Почётный нефтяник